# Koryo Tours
Koryo Tours ist ein chinesischer Reiseveranstalter mit Sitz im Pekinger Stadtbezirk Chaoyang. Das Unternehmen hat sich auf Reisen nach Nordkorea spezialisiert.

## Unternehmensgeschichte
Das Unternehmen wurde 1993 in Peking von den Briten Nick Bonner und Simon Cockerell gegründet. Neben rein touristischen Angeboten bietet man auch zum Beispiel Radtouren oder Studienreisen an. 2004 lud man zum Pyongyang Friendship Golf Tournament ein. Koryo Tours tritt auch als Publisher von Pyongyang Racer, ein Browserspiel, welches Nosotek zusammen mit Studenten der Technischen Universität Kim Ch’aek entwickelte, auf.
Für den erstmaligen Auftritt einer westlichen Rockband, Laibach aus Slowenien, am 19. und 20. August 2015 anlässlich des 70. Jahrestages zum Ende der japanischen Kolonialregierung („Gwangbokjeol“) bot man Reisen zum Konzert in Pjöngjang an.

## Reiseziele

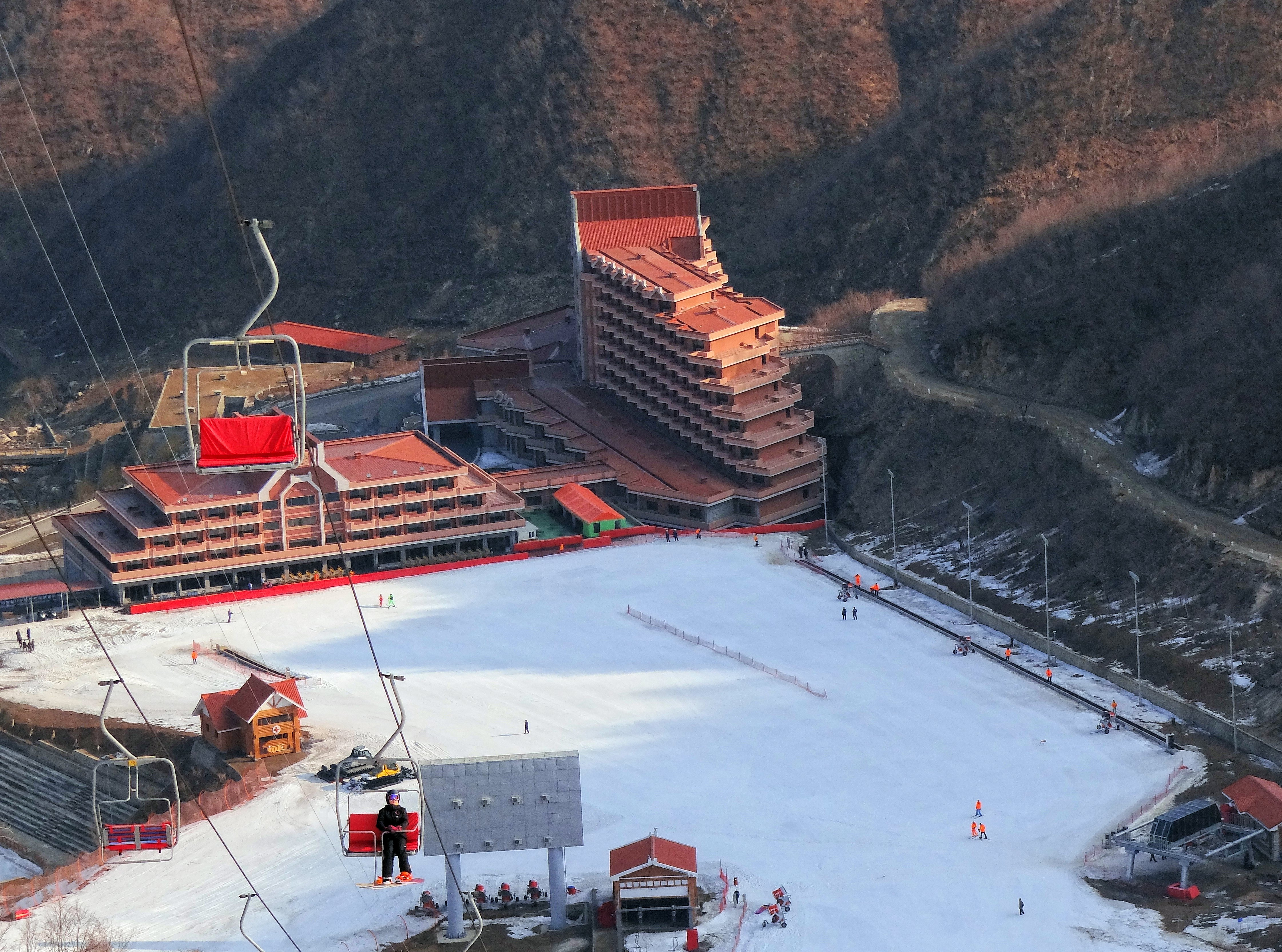
Hotelanlage des Skigebietes Masik-Ryong

Es werden Reisen in zahlreiche Destinationen innerhalb Nordkoreas angeboten, wie z. B. nach Pjöngjang, in die demilitarisierte Zone, zum Skigebiet Masik-Ryong, den Himmelssee oder auf den Paektusan.
Zu hohen Feiertagen oder Großveranstaltungen in Nordkorea (Arirang-Festival, Pjöngjang-Marathon usw.) gibt es meist spezielle Angebote.
Zusätzlich bietet der Reiseveranstalter auch Touren in andere Länder wie Tadschikistan, Turkmenistan, Kasachstan oder in die Mongolei an.

## Marktposition
Über 50 % aller Touristen reisen mit Koryo Tours nach Nordkorea ein, somit ist der Reiseveranstalter für Reisen in dieses Land Marktführer.